# Rognvald Kali Kolsson

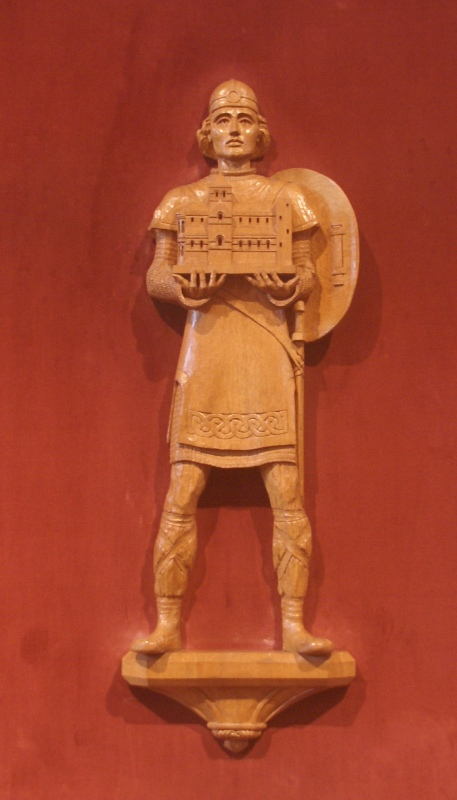
Sint Rognvald (St Magnus Cathedral, Kirkwall).

Rognvald Kali Kolsson (geboren ca. 1100, overleden 20 augustus 1158), was een earl van de Orkneyeilanden, die bekend werd na zijn dood als Sint Rognvald. Zijn levensgeschiedenis is terug te vinden in de Orkneyinga Saga. 
Hij is opgegroeid in Agder, Noorwegen als Kali Kolsson. Zijn vader heette Kol, zijn moeder was Gunnhild, een zus van Sint-Magnus. 
In 1129 schenkt koning Sigurd I Magnusson van Noorwegen hem de helft van het graafschap van Orkney als erfgenaam van zijn oom Sint-Magnus. Dat is het moment dat hij de naam Rognvald aanneemt – de naam van een vorige graaf. Er gaan enkele jaren voorbij voordat Rognvald zijn deel van de Orkneys durft op te eisen; het is graaf Paul, zoon van Hakon, die het gehele graafschap in handen had, sinds zijn vader Sint-Magnus had vermoord. 
Zijn eerste poging mislukt al bij de Shetlandeilanden. De tweede poging onderneemt hij de erop volgende lente, in gezelschap van zijn vader Kol, die hem doet zweren een stenen kerk te bouwen in Kirkwall, Orkneyeilanden, opgedragen aan Sint-Magnus. Dankzij Kol werd deze expeditie een succes en werd graaf Paul gevangengenomen. De bouw van de Sint-Magnuskathedraal begon onder diens toezicht in 1137.
De carrière van graaf Rognvald is uitgebreid beschreven in de Orkneyinga Saga. Zo lijkt het erop dat hij zich op reis naar Jeruzalem meer gedroeg als een piratenkapitein dan een christelijke pelgrim. Mensen zagen hem als meer dan menselijk en hij werd dan ook na zijn dood in 1158, vermoord in Caithness door Thorbjorn Clerk, vereerd als Sint-Rognvald. De heiligverklaring geschiedde door bisschop Bjarni the Poet met toestemming van de Paus. Hij werd begraven in de Sint-Magnuskathedraal. De resten van Sint-Rognvald liggen thans in een pilaar in de kathedraal.